# José Travassos Valdez
José Lúcio Travassos Valdez (Elvas, 23 de fevereiro de 1787 — Lisboa, 10 de julho de 1862), primeiro barão (1835) e desde 1838 primeiro conde do Bonfim, foi um estadista e político português no tempo da monarquia.

## Vida
O seu pai era escrivão da Mesa da Consciência e Ordens e cavaleiro de Cristo.
Em sua juventude, o futuro conde do Bonfim estudava  na Universidade de Coimbra para a carreira eclesiástica e participou a partir de 1808 da revolta portuguesa contra a ocupação napoliônica de sua terra. Aí ele serviu como voluntário sob o comando de Gomes Freire de Andrade e participou das batalhas da Roliça (17 de Agosto de 1808) e de Vimeiro (21 de Agosto de 1808) contra os franceses. Até ao fim da Guerra Peninsular entrou em muitas batalhas, dando sempre provas de grande energia e coragem.
Mesmo depois da expulsão dos franceses, Bonfim permaneceu no Exército português. 
Em Junho de 1821 foi promovido a coronel e em 1823, quando em Trás-os-Montes se deu o levante absolutista, promovida pelo conde de Amarante, foi nomeado comandante da divisão ligeira, perseguiu os revoltosos, e entrou na Espanha chegando até Astorga, León e Gradefes.
Voltando para Portugal foi dirigir uma coluna de operações na Beira, sendo escolhido para marchar à frente das forças destinadas a opor-se à insurreição de Vilafrancada liderada pelo infante D. Miguel nos últimos dias de Maio de 1823. Tendo D. João VI aderido ao movimento iniciado por seu filho, foi dissolvida a coluna do coronel Valdez, e este intimado a residir em Mora, de onde conseguiu, com o auxílio de alguns dos seus amigos e antigos companheiros de armas, ser transferido para Setúbal.
Só depois de promulgada por Pedro IV de Portugal a Carta Constitucional de 1826, sendo ministro da guerra o general Saldanha, é que ao coronel Valdez se deu novamente o comando de um regimento. Mandado com o seu regimento e outras forças combater o movimento miguelista que aparecera em Bragança, e tendo sido obrigado pelos revoltosos, depois de duro combate, a recolher-se ao castelo da vila, viu-se forçado a capitular no dia 26 de Novembro de 1826, e foi conduzido para Miranda e depois para Moncorvo. Sabendo que existia ali um depósito de armas, tratou com os seus companheiros de se apoderar delas e tentar cruzar o rio Douro a fim de juntar-se às tropas fieis à Carta, sendo porém acossado pelas numerosas guerrilhas que então infestavam a província de Trás-os-Montes, teve de atravessar a fronteira, e as autoridades espanholas o mandaram para Salamanca e depois para Valladolid.
Passado alguns dias retornou ele a Portugal, chegando a Lisboa pediu um conselho de guerra para se justificar da capitulação de Bragança, e sendo-lhe a sentença não só favorável mas até honrosa, Valdez foi pouco depois nomeado, em 7 de Abril de 1827, governador e capitão-general da Madeira e Porto Santo.

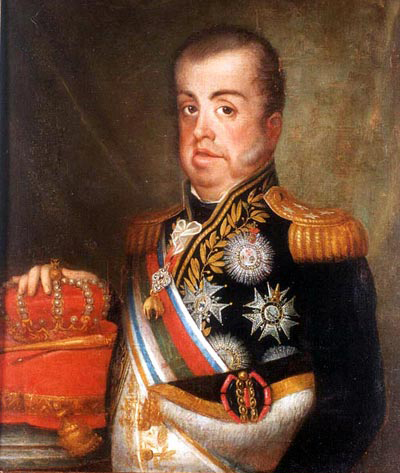
D. João VI

Dedicou-se então aos melhoramentos materiais e agrícolas daquelas ilhas, e nestes trabalhos ficou sabendo dos motins ocorridos em Lisboa e dos projetos do infante D. Miguel, de se apoderar da regência do reino, declarando-se rei.
Valdez havia fundado um jornal, "A Flôr do Oceano", e no dia 22 de Junho publicou um manifesto protestando contra aqueles projetos, cuidando imediatamente de se prevenir para a defesa da ilha, se acaso D. Miguel a mandasse atacar pela sua esquadra, e comunicou o ocorrido ao duque de Bragança, aos ministros de Portugal e Brasil, em Londres, bem como ao embaixador desta última potência em Viena na Áustria. Pouco depois destes acontecimentos chegou à Madeira o novo capitão-general nomeado por D. Miguel, mas não tendo podido desembarcar regressou a Lisboa. Ao mesmo tempo saíram deste porto uma corveta e dois navios de guerra para bloquearem a ilha, e por fim o capitão-general Valdez recebeu no dia 16 de Agosto de 1828 uma intimação para se render ao comandante de uma esquadra, composta de uma nau, duas fragatas, duas corvetas, dois brigues e duas charruas. Valdez não desanimou, apesar de ver a grande força dos inimigos, tendo estes, porém, conseguido apoderar-se do porto de Machico, reconheceu a impossibilidade da resistência, e entrou em acordo com o vice-almirante por intermédio do cônsul inglês residente na ilha.
Partiu então para Inglaterra com sua mulher e filhos, e ali esteve lutando com inúmeras dificuldades, chegando a passar privações, até 1832, em que partiu para a ilha Terceira, no arquipélago dos Açores, e apenas desembarcou em Angra do Heroísmo, foi-lhe dado o comando da 1.ª companhia do batalhão sagrado, batalhão só composto de oficiais, e com ele fez a guarda avançada do exército libertador quando marchou do Mindelo para o Porto (Desembarque do Mindelo); mas depois, foi mandado pelo imperador para o quartel general do duque da Terceira, para que este o informasse dos movimentos do inimigo, sendo em 21 de Julho de 1832 escolhido para ajudante general.
Em 6 de Agosto seguinte foi promovido a brigadeiro, continuando como ajudante do duque da Terceira, até que D. Pedro IV assumiu o comando-em-chefe, passando nessa ocasião Travassos Valdez a servir de chefe do estado-maior.
Quando o imperador saiu do Porto ficou ali o brigadeiro Valdez como chefe do estado-maior de Saldanha, e no combate de 18 de Agosto de 1833 comandou a ala esquerda, e a 20 de Agosto seguiu para a capital com o regimento de infantaria a bordo da fragata "D. Maria II". Tomou parte na defesa das linhas de Lisboa, ficando gravemente ferido no ataque de 5 de Setembro, o que o obrigou a afastar-se do serviço por muito tempo; acompanhando porém já D. Pedro para Santarém nos princípios de 1834, e regressando depois com ele a Lisboa, quando em seguida a batalha da Asseiceira se formaram dois exércitos de operações sob o comando dos generais duque da Terceira e Saldanha.

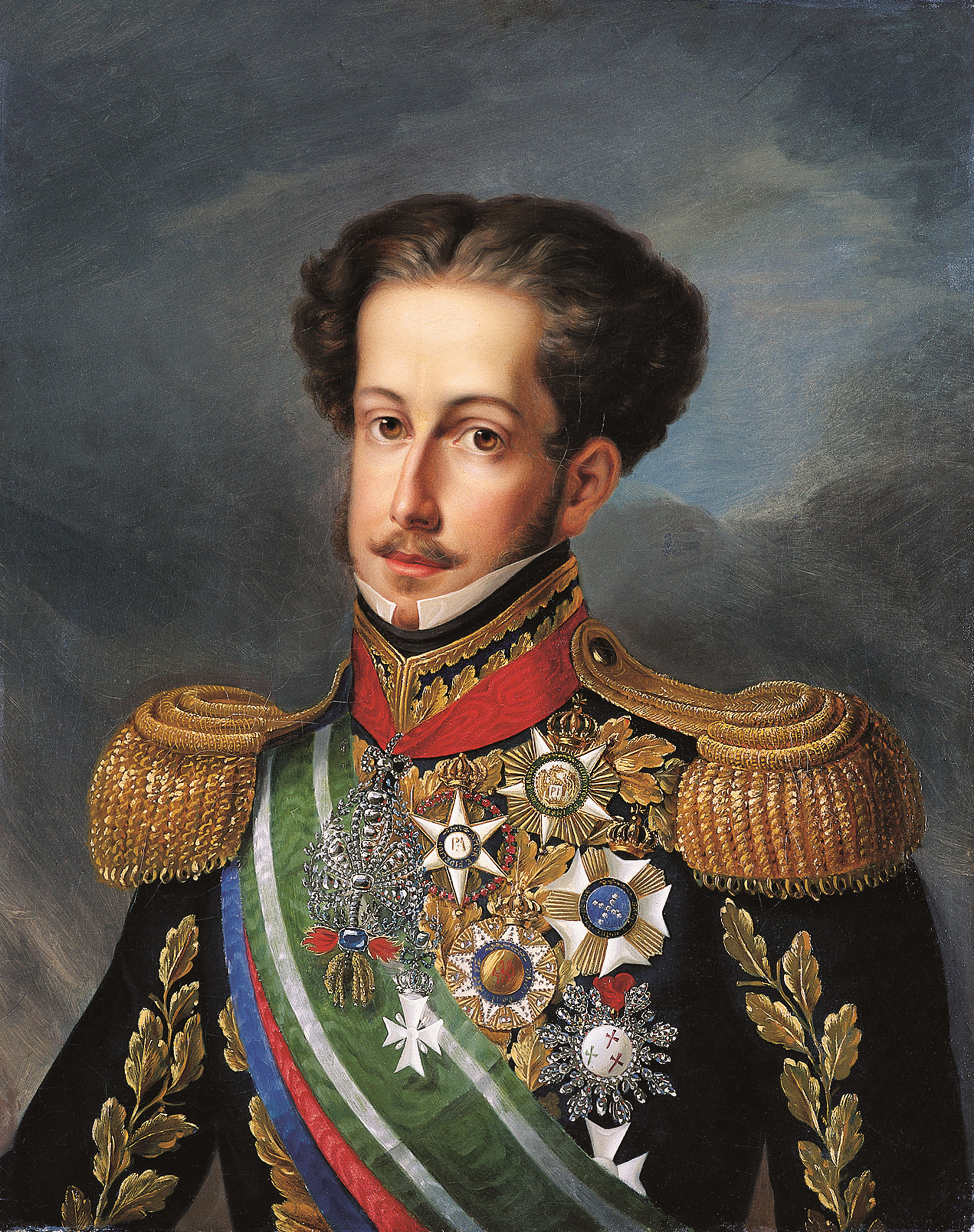
Pedro I, imperador do Brasil. Pedro IV, rei de Portugal

Quando da morte de D. Pedro IV ficou dissolvido o estado-maior imperial, e o brigadeiro Valdez ficou desempregado até que eclodiu a revolução de 9 de Setembro de 1836, em que se proclamou uma nova constituição.
No dia 16 do referido mês foi nomeado membro do Supremo Conselho de Justiça Militar.
Em outubro teve o comando do exército do sul, que se formou para evitar a invasão dos cartistas e em 14 de Dezembro seguinte foi nomeado comandante da 7.ª divisão militar, continuando naquela comissão.
Eleito deputado no congresso constituinte de 1837 pelo distrito de Leiria, quando surgiu a tentativa cartista da Ponte da Barca, foi Travassos Valdez, já, então agraciado com o título de Barão do Bonfim, encarregado do comando em chefe das forças do sul do reino, recebendo plenos poderes sobre todas as autoridades civis e militares.
Apaziguado o Alentejo, o Barão do Bonfim juntou-se a Sá da Bandeira, e em 28 de Agosto de 1837 deu aos marechais a ação do Chão da Feira, seguindo depois para Almeida e para o Douro para conversar com o conde das Antas, que voltava da Espanha e logo a seguir terminava a revolta cartista ganhando a ação de Ruivães.
Regressando à capital, foi nomeado ministro da marinha e interino da guerra em 9 de Novembro de 1837, conservando-se no ministério até 9 de Março de 1838, voltando a encarregar-se da pasta da guerra desde 20 de Abril até 18 de Abril de 1839 (20 A 18?).
Foi deputado nas legislaturas de 1839 e de 1840, sendo eleito por vários círculos do continente do reino, e em 1839 pelo de Goa.
Em 26 de Novembro de 1840 entrou novamente no ministério, com o encargo da presidência do gabinete e as pastas da guerra, e interino da marinha e estrangeiros. Apresentou então às câmaras importantes e notáveis relatórios, tomou medidas enérgicas quando em fins de 1840 estiveram para se romper as boas relações de Portugal com a Espanha, dirigiu as negociações para o reconhecimento do governo português pela Santa Sé e pelos Países Baixos, fundou o presídio que depois se transformou na vila de Moçamedes, e finalmente em 9 de Julho de 1841, querendo sustentar a instituição dos batalhões nacionais e encontrando resistência, pediu a exoneração em 9 de Junho de 1841, sendo substituído pelo ministério presidido por Joaquim António de Aguiar.
Em 1842 combateu sempre na câmara alta o governo de Costa Cabral, depois marquês de Tomar, até que decidida a revolta pela oposição, partiu para o Alentejo.
O conde do Bonfim, título com que fora agraciado em 1838, pôs-se à frente do movimento iniciado pelo regimento de cavalaria em Torres Novas no dia 4 de Fevereiro de 1844, e com esse corpo, infantaria e caçadores marchou sobre a Guarda. Malogradas ainda outras combinações, seguiu para Almeida e ali sustentou o cerco, emigrando depois para Espanha, França e Inglaterra.
Voltou a Lisboa em 9 de Junho de 1846, vindo da Inglaterra a bordo do vapor "Mindelo", sendo em 29 de Junho nomeado comandante da guarda nacional, e em 22 de Agosto comandante da 1.ª divisão militar, lugar de que foi exonerado em consequência do golpe de estado de 6 de Outubro.
Partindo para Évora foi pela junta, formada nessa cidade, nomeado comandante em chefe das forças do sul e logo depois presidente da mesma junta. Na batalha de Torres Vedras em 22 de Dezembro de 1846 foi prisioneiro, sendo conduzido a Lisboa, de onde passou a bordo de diferentes navios do Estado, e por último para o brigue "Audaz", que saiu da barra em 2 de Fevereiro de 1847 com destino a Angola. Chegando a Luanda em 25 de Março, os presos políticos foram levados para diversas prisões, mas o conde do Bonfim e dois filhos que o acompanhavam, Luís e José, ficaram a bordo da corveta "Relâmpago". Receando-se alguma revolta, a corveta levantou âncora e seguiu para Moçâmedes, onde chegou em 6 de Maio. No dia 20 deste mês começou em Moçâmedes uma revolução a favor da Junta do Porto, o conde saiu no dia seguinte, com os dois filhos, para Santa Helena (território), a bordo de uma velha escuna, que foi abordada por um brigue de guerra inglês que nessa ocasião entrava no porto de Moçâmedes, levando-a para Luanda, apresentando ao governador o conde do Bonfim e seus filhos. Desse modo, o conde foi novamente encarcerado na corveta "Relâmpago", seu filho Luís em outro navio, e José mandado para Benguela, ficando nesta situação até 23 de Agosto data em que chegou a Luanda a fragata "Terrible", que em consequência da convenção que pusera termo à guerra civil, trouxe os deportados para Portugal, onde chegaram em 9 de Outubro.
Depois de ter estado em comissão até Dezembro de 1852, foi nomeado membro do conselho de justiça militar, cargo que desempenhou até falecer. Faleceu repentinamente na Secretaria de Guerra, na extinta freguesia de São Julião, no concelho de Lisboa, aos 75 anos, vitimado por uma apoplexia fulminante, sendo sepultado no dia seguinte no Cemitério da Ajuda.